# Chrystian & Ralf: Os Gigantes
Chrystian & Ralf: Os Gigantes é uma coletânea da dupla sertaneja brasileira Chrystian & Ralf, lançado em 2002. Recebeu disco de ouro da ABPD pelas 100 mil cópias vendidas.

## Faixas
| N.º            | Título                                                | Compositor(es)                                  | Duração |  |
| 1.             | "Chora Peito"                                         | Chrystian / Ralf                                | 3:11    |  |
| 2.             | "Ausência"                                            | Chrystian / Ralf                                | 3:47    |  |
| 3.             | "Cheiro de Shampoo"                                   | Cecílio Nena                                    | 4:16    |  |
| 4.             | "Que Queres Tu de Mim"                                | Evaldo Gouveia / Jair Amorim                    | 2:42    |  |
| 5.             | "Dez Minutos"                                         | Chrystian / Ralf                                | 3:34    |  |
| 6.             | "A Morte do Carreiro"                                 | Zé Carreiro / Carreirinho                       | 3:40    |  |
| 7.             | "Só Mais Um Caso de Amor"                             | Luiz Schiavon / Marcelo Barbosa / Nil Bernardes | 3:40    |  |
| 8.             | "Camas Separadas"                                     | Reinaldo Barriga / Cecílio Nena                 | 3:48    |  |
| 9.             | "Marcas"                                              | Chrystian / Ralf                                | 2:57    |  |
| 10.            | "Nova York"                                           |                                                 | 3:34    |  |
| 11.            | "Saudade"                                             | Chrystian                                       | 2:41    |  |
| 12.            | "Yolanda"                                             | Pablo Milanés (versão: Chico Buarque)           | 5:03    |  |
| 13.            | "Brigas"                                              | Vicente Celestino                               | 3:32    |  |
| 14.            | "Minha Gioconda (Mia Gioconda)" (part. Agnaldo Rayol) |                                                 | 3:41    |  |
| Duração total: | Duração total:                                        | Duração total:                                  | 46:96   |  |

## Certificações
| Brasil (ABPD)                             | Ouro | 1996 | 100.000* |
| *número de vendas baseado na certificação |      |      |          |